# 邱一涵
邱一涵（1907年—1956年），湖南平江人，中华人民共和国政治人物。
担任南京市委组织部长、江苏省委常委。1954年，当选第一届全国人民代表大会代表。